# Zygorhynchus californiensis
Zygorhynchus californiensis är en svampart som beskrevs av Hesselt., C.R. Benj. & B.S. Mehrotra 1959. Zygorhynchus californiensis ingår i släktet Zygorhynchus och familjen Mucoraceae.   Inga underarter finns listade i Catalogue of Life.